# Lijst van musea in Flevoland
Dit is een lijst van musea in Flevoland.

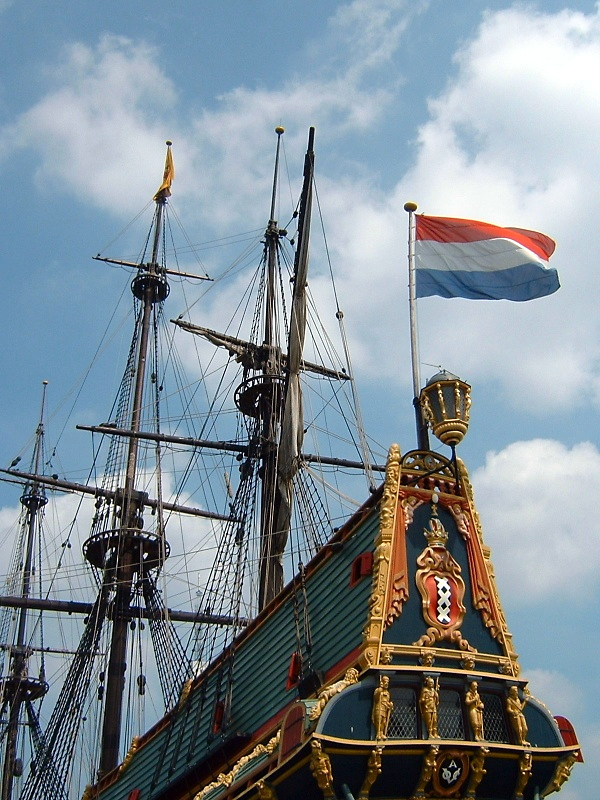
Bataviawerf, Lelystad

## Musea

### Almere
- Museum De Paviljoens
- Veiligheidsmuseum PIT (voormalig Nederlands Politiemuseum

### Dronten
- Mechanisch Erfgoed Centrum

### Lelystad
- Nationaal Luchtvaart-Themapark Aviodrome
- Nationaal Ruimtevaart Museum
- Museum Batavialand (inclusief Batavia werf en Nationaal Depot voor Scheepsarcheologie)

### Nagele
- Museum Nagele
- Museumhuis Polman

### Schokland
- Museum Schokland

### Urk
- Het Oude Raadhuis

### Zeewolde
- Paviljoen De Verbeelding